# Crocidura desperata
Crocidura desperata es una especie de la familia de los sorícidos.

## Hábitat
Vive a una altitud  de unos 1.500 m.

## Distribución geográfica
Se encuentra en las montañas Udzungwa (en el sur de Tanzania).

## Estado de conservación
Sus principales amenazas son la fragmentación de su hábitat y la pérdida de los bosques.